# Szentantalfa
Szentantalfa is een plaats (község) en gemeente in het Hongaarse comitaat Veszprém. Szentantalfa telt 416 inwoners (2001).